# Fritz W. Kramer
Fritz W. Kramer (* 19. Oktober 1941 in Bad Salzuflen; † 14. Dezember 2022 in Berlin) war ein deutscher Ethnologe und Hochschullehrer.
Kramer studierte Ethnologie, Soziologie und Germanistik an der Johannes Gutenberg-Universität Mainz und der Ruprecht-Karls-Universität Heidelberg und war von 1969 bis 1971 wissenschaftlicher Assistent in Heidelberg. Er war Mitglied des Heidelberger Sozialistischen Deutschen Studentenbunds (SDS) und nahm an den Auseinandersetzungen zwischen antiautoritärem Flügel und späteren K-Grupplern nach dem Ende des SDS im November 1970 teil.

## Leben und Werk
Fritz Kramer studierte an der Universität Heidelberg und war in dieser Zeit im SDS aktiv. Er wurde 1970 mit einer Arbeit über Die Literatur bei den Kuna Indianern (Literature among the Cuna Indians, eingereicht 1969) zum Dr. phil. promoviert. Er hatte ab 1971 am Ethnologischen Institut der FU Berlin eine Assistentenstelle. Er habilitierte sich mit einer Arbeit über die imaginäre Ethnographie des 19. Jahrhunderts in den Werken europäischer Gelehrter und Künstler; seine Habilitation Verkehrte Welten erschien 1977. 
Kramer hatte von 1979 bis 1983 eine zeitlich befristete Professur für Ethnologie an der Freien Universität Berlin; danach war er von 1983 bis 1989 freiberuflicher Publizist. In dieser Zeit erschloss er sich weitere Forschungsfelder; so begann er ethnographische Untersuchungen im Südsudan und veröffentlichte 1987 eine Studie über die Verkörperungen europäischer Fremdgeister in afrikanischen Masken und Skulpturen. Von 1989 bis zu seiner Emeritierung 2007 lehrte er Kunsttheorie und Ästhetik an der Hochschule für bildende Künste Hamburg.
Kramer forschte unter anderem über die Bewohner des Bikini-Atolls und ihre Reaktionen auf die Kernwaffentests der USA, im Sudan, in Kenia, Indien und Neuguinea. 
Kramer war Herausgeber und später Mitglied des wissenschaftlichen Beirats der Zeitschrift Historische Anthropologie. Bemerkenswert ist die Herausgabe einer vierbändigen deutschsprachigen Werkausgabe der Hauptschriften von Bronisław Malinowski (1978–1985, Begründer des britischen Funktionalismus).
2001 erschien ihm zu Ehren die Festschrift Geist, Bild und Narr.

## Schriften (Auswahl)
- Literature among the Cuna Indians. Dissertation an der Universität Heidelberg 1969 unter dem Titel Die Literatur bei den Kuna Indianern, DNB 482516186.
- Hrsg. zusammen mit Christian Sigrist: Gesellschaften ohne Staat. Syndikat, Frankfurt am Main 1978.
  - Bd. 1 Gleichheit und Gegenseitigkeit. ISBN 3-8108-0069-4.
  - Bd. 2 Genealogie und Solidarität. ISBN 3-8108-0079-1.
- Verkehrte Welten. Zur imaginären Ethnographie des 19. Jahrhunderts. Syndikat, Frankfurt am Main 1977, ISBN 3-8108-0042-2 (zugleich Habilitationsschrift an der FU Berlin 1977).
- Bikini oder die Bombardierung der Engel. Auch eine Ethnographie. Mit Beiträgen von Annegret Bentert u. a. Syndikat, Frankfurt am Main 1983, ISBN 3-8108-1205-6.
- Der rote Fes. Über Besessenheit und Kunst in Afrika. Athenäum, Frankfurt am Main 1987, ISBN 3-610-00730-3; englische Übersetzung: The red fez. Verso, London / New York 1993, ISBN 0-86091-465-8.
- Bikini. Atomares Testgebiet im Pazifik. Wagenbach, Berlin 2000, ISBN 3-8031-2380-1.
- Schriften zur Ethnologie. Suhrkamp, Frankfurt am Main 2005, ISBN 3-518-29288-9.
- Unter Künstlern. Erkundungen im Lerchenfeld, mit mehreren Illustrationen. Textem Campo, Hamburg 2020, ISBN 978-3-86485-240-4.